# 月夜の恋占い
『月夜の恋占い』（つきよのこいうらない、原題: Le Battement d'Ailes du Papillon）はローラン・フィロード監督の2000年製作のフランスの映画。

## あらすじ
舞台はパリ。普通の人々の生活が、予期しない出来事の連続によって変わってしまう。その元となるのは公園の小石であったり、通りの真ん中に投げられた靴であったりする。こういった、あきらかに些末なこと（コーヒーメーカーの不具合であったり、車の窓から捨てられたマカロンであったり）が、お互いに知らない二人を出会いに導く。

## 出演
- イレーヌ：オドレイ・トトゥ
- ユネス：フォーデル (fr)
- リシャール：エリック・サヴァン (fr)
- マリー：ナタリー・ブザンソン (fr)
- エルザ：リジアンヌ・メイス (fr)
- ステファニー：イレーヌ・イスマイロフ (fr)
- リュック：エリック・フェルドマン (fr)
- ボビー：フレデリック・ブラリー (fr)
- リュックの祖母：フランソワーズ・ベルタン (fr)
- タクシー運転手：ピエール・ベルマール (fr)

## 題名
邦題は『月夜の恋占い』であるが、フランス語の原題は全く異なるLe Battement d'ailes du papillon（蝶の羽のはばたき）である。これはカオス理論にあるバタフライ効果を引用したもので、登場人物の1人がこの考えを詳しく説明している。英題Happenstanceもこれに拠っている。